# Invision Community
Invision Community — це бренд програмного забезпечення для форумів, розроблений у 2002 році. Спочатку був відомий як Invision Power Board. Поточна версія програмного забезпечення була написана на PHP і використовує MySQL для зберігання бази даних.
Invision Power Services (IPS) був створений у 2002 році Чарльзом Уорнером і Метом Мечамом після того, як вони залишили Jarvis Entertainment Group, яка купила програмне забезпечення для форуму Ikonboard у Мета. Їхнім першим продуктом, проданим IPS, було форумне програмне забезпечення Invision Power Board, яке швидко зібрало спільноту колишніх користувачів Ikonboard.
Програмне забезпечення видається понад двадцять років і за цей час оновлювалось і змінювалося.

## Версія 1.x.x
Ранні випуски Invision Power Board були доступні для безкоштовного завантаження за власною ліцензією. 

## Версія 2.x.x
У 2004 році Invision Power Board припинили безкоштовні випуски для некомерційного використання.
Після оновлення 2.0.1 безкоштовні завантаження були замінені безкоштовною демонстрацією з обмеженнями на 5000 дописів, 1000 тем, 200 учасників та іншими обмеженнями, таким чином поклавши край заявам про те, що Invision Power Board буде безкоштовним назавжди, чим засмутили багатьох користувачів.  У версії 2.3 продукт постачався з 2 стилями, класичним світло-блакитним стилем та новим темнішим за замовчуванням. 

## Версія 3.x.x
Версія 3.0 була випущена у вівторок, 23 червня 2009 р.

## Версія 4.x.x
У травні 2012 року версія 4.0 являла собою ґрунтовну переробку Invision Power Board і пов’язаних пропозицій.
З випуском IP.Suite 4.0, IPS вирішили більше не поширювати безстрокові довічні ліцензії, які вони продавали раніше. Як компенсацію для старих клієнтів вони запропонували безкоштовний перехідний період до стандартного типу ліцензії, після чого клієнти повинні будуть заплатити за перше поновлення, якщо вони хочуть продовжувати отримувати підтримку та майбутні оновлення.
Першою офіційно підтримуваною версією стала версія 4.0.0, яка була випущена 9 квітня 2015 року. IP.Suite 4 не було належним чином оголошено як випущений до 16 червня, на той момент він уже досяг версії 4.0.8. 

## Зовнішні посилання
- Invision Community
- Примітки до випуску